# International Art of Living Foundation
Die International Art of Living Foundation (IAOLF) ist eine auf ehrenamtlicher Arbeit basierende wohltätige internationale Nichtregierungsorganisation, die sich dem Wohlergehen der Menschen und einer gewaltlosen und stressfreien Welt verschrieben hat. Geleitet von der Überzeugung, dass globaler Friede bei friedlichen Menschen beginnt, richten sich ihre Programme auf die individuelle Fähigkeit, Frieden zu empfinden und zu leben.
Sie wurde im Jahr 1981 durch Sri Sri Ravi Shankar gegründet. Seither haben der IAOLF zufolge Menschen in über 140 Ländern die meist kostenpflichtigen Kurse besucht. Sitz ist Bangalore im indischen Bundesstaat Karnataka.
Die IAOLF arbeitet eng mit der International Association for Human Values (IAHV) zusammen. Die International Art of Living Foundation hat einen  Beraterstatus beim Economic and Social Council (ECOSOC) der Vereinten Nationen (UN). Die IAOLF ist seit 2003 in der Schweiz als unabhängige Foundation eingetragen.

## Aktivitäten
Die Aktivitäten gliedern sich im Wesentlichen in zwei Bereiche:

### Bildungsprogramme
- Stressmanagementkurse[4]

### Humanitäre Hilfe
- Katastrophenhilfe[5]
- Konfliktmanagement[6]
- Sozialökonomische Entwicklung[7][8]